# 功労会員
功労会員（こうろうかいいん）とは、主に国の機関が定める栄誉称号。或いは、法人その他の組織、団体において功労ある会員に与えられる処遇または名誉称号のこと。学会など学術称号のひとつとしても知られる。名誉会員の下位に置かれることが多い。類似する称号に特別功労会員、永年功労会員、有功会員などがある。

## 功労会員
以下、功労会員称号を定める機関の一覧である。

### 理化学研究所
国立研究開発法人理化学研究所では、百万円以上1千万円未満の寄付者に功労会員の称号を贈呈している。

### 学会・業界団体

#### 法人
- 厚木市弓道協会
- 関西造船協会
- 多賀工業会
- 日本海洋水産システム協会
- 日本ガラス工芸協会
- 日本工芸会

#### 学会
- 応用物理学会
- 北関東地区化学技術懇話会
- 近畿産科婦人科学会
- 国際心臓研究学会
- 生物試料分析科学会
- 全国大学メンタルヘルス研究会
- 中部日本整形外科災害外科学会
- 日本アレルギー学会
- 日本医真菌学会
- 日本医用マススペクトル学会
- 日本温泉気候物理医学会
- 日本外傷学会
- 日本核医学会
- 日本癌治療学会
- 日本がん転移学会
- 日本冠動脈外科学会
- 日本緩和医療学会
- 日本気管食道科学会
- 日本救急医学会
- 日本血液学会
- 日本結核病学会
- 日本血栓止血学会
- 日本検査血液学会
- 日本工学会
- 日本高気圧環境・潜水医学会
- 日本高血圧学会
- 日本骨髄腫研究会
- 日本サイトメトリー学会
- 日本酸化ストレス学会
- 日本産婦人科手術学会
- 日本歯科麻酔学会
- 日本思春期学会
- 日本獣医皮膚科学会
- 日本獣医病理学会
- 日本集中治療医学会
- 日本循環器心身医学会
- 日本消化管学会
- 日本消化器がん検診学会
- 日本小児腎臓病学会
- 日本Shock学会
- 日本神経治療学会
- 日本心血管インターベンション学会
- 日本人工臓器学会
- 日本心身医学会
- 日本心臓核医学会
- 日本心臓病学会
- 日本腎臓学会
- 日本生殖医学会
- 日本生物工学会
- 日本造血細胞移植学会
- 日本蘇生学会
- 日本胎盤学会
- 日本畜産学会
- 日本トキシコロジー学会
- 日本毒性病理学会
- 日本内科学会
- 日本皮膚悪性腫瘍学会
- 日本皮膚科学会
- 日本フードファクター学会
- 日本腹膜透析研究会
- 日本婦人科腫瘍学会
- 日本フリーラジカル学会
- 日本ペインクリニック学会
- 日本放射線技術学会
- 日本末梢神経学会
- 日本慢性疼痛学会
- 日本未熟児新生児学会
- 日本ミトコンドリア学会
- 日本リウマチ・関節外科学会
- 日本臨床血液学会
- 日本臨床検査医学会
- 日本臨床検査自動化学会
- 日本臨床抗老化医学会
- 日本臨床細胞学会
- 日本臨床分子形態学会
- 日本臨床分子医学会
- 日本臨床リウマチ学会

## 有功会員
有功会員とは特定の法人や機関において功のある会員に贈られる称号の一つ。以下は有功会員称号を制定する機関の一覧である。

### 学会
- 日本健康医学会
- 日本薬学会
- 日本農芸化学会
- 日本医薬品情報学会